# Phrurolithus qiqiensis
Phrurolithus qiqiensis is een spinnensoort uit de familie van de Phrurolithidae.
De wetenschappelijke naam van de soort werd in 2004 gepubliceerd door Chang-Min Yin et al.